# Rebelião da Cornualha de 1497
A Rebelião da Cornualha de 1497 foi uma revolta popular que começou na Cornualha, no sudoeste da Inglaterra, e foi derrotada, em 17 de junho de 1497, na Batalha da Ponte de Deptford, perto de Londres.
O exército insurgente era composto principalmente por Córnicos embora também contasse com pessoas oriundas dos Condados de Devon, Somerset e outros condados ingleses, principalmente os situados na rota entre a Cornualha e Londres.
A rebelião foi uma resposta às dificuldades causadas pelo aumento dos impostos pelo Rei Henrique VII para financiar uma campanha contra a Escócia.
A situação na Cornualha era particularmente difícil, pois o Rei Henrique VII havia suspendido as permissões para mineração de estanho na região.

## Histórico
Em 1496, após divergências quanto a novos regulamentos para a mineração de estanho, o Rei Henrique VII suspendeu as permissões para mineração de estanho na região.
Além disso, Henrique VII teve que cobrar mais tributos para enfrentar os escoceses e Perkin Warbeck, que reivindicava o trono da Inglaterra.
Dentre os líderes do início da rebelião, destacaram-se: Michael An Gof e Thomas Flamank.
Um exército de cerca de 15.000 homens marchou para Devon. No caminho, recebiam provisões e novos apoiadores. Entretanto, em Devon, o apoio à rebelião era muito menor do que na Cornualha.
Enquanto cruzavam o território do Condado de Somerset, os rebeldes passaram por Taunton, onde mataram um das autoridades responsáveis pela cobrança de impostos. Em Wells, receberam o apoio de James Touchet, o sétimo Barão de Audley, que já havia se correspondido com An Gof e Flamank. James Touchet, era um nobre com experiência militar, razão pela qual, seu apoio foi recebido com alegria e ele foi aclamado como seu líder. Os rebeldes então continuaram a marcha em direção a Londres, passando por Salisbury e Winchester.
Quando, o Rei Henrique VII, que estava se preparando para a guerra contra a Escócia, soube da aproximação dos rebeldes vindos do sudoeste da Inglaterra, enviou um exército, com 8.000 homens comandados por Giles Daubeny para enfrentá-los.
No dia 13 de junho de 1497, esse exército acampou em Hounslow Heath (oeste de Londres). No dia seguinte, um destacamento de 500 lanceiros entrou em confronto com os rebeldes perto de Guildford.
Depois desse primeiro confronto, os rebeldes decidiram se dirigir para o sudeste de Londres, com a esperança de conseguir reforços que, eles acreditavam, que poderiam chegar da região de Kent (sudeste da Inglaterra). Desse modo, no dia 16 de junho, acamparam em Blackheath, uma área elevada a sudeste de Londres. No entanto, não chegou nenhum reforço para os rebeldes oriundo do sudeste. E, contrariando tais expectativas, se dirigiam para Londres, forças leais ao Rei, oriundas de Kent, comandadas por George Nevill.
Nesse contexto, boa parte dos rebeldes, que pretendia apenas obter concessões e não enfrentar as tropas do Rei, decidiram desertar. Após as deserções, os rebeldes tinham menos de 10 mil homens, enquanto que o exército do Rei tinha cerca de 25 mil homens, com melhores armas, cavalaria armas de artilharia.
No início do dia 17 de junho, os rebeldes foram derrotados na Batalha da Ponte de Deptford, uma ponte sobre o Rio Ravensbourne.
No dia 27 de junho, Michael An Gof e Thomas Flamank, os líderes da rebelião, foram enforcados e depois decapitados e esquartejados. Suas cabeças foram fixadas na Ponte de Londres e partes de seus corpos exibidas nos portões de Londres e locais em Devon e na Cornuália.
No dia 28 de junho, James Touchet, o outro líder da rebelião, foi decapitado e sua cabeça foi exibida na Ponte de Londres, juntamente com as cabeças dos outros líderes rebeldes.
A região da Cornuália também foi castigada com severas penalidades monetárias.
No entanto, em 1508, o Rei tomou medidas para se reconciliar com a região da Cornualha, concedendo perdão aos mineradores de estanho que continuaram em atividade sem a permissão da coroa e criou condições para a edição de novos regulamentos que possibilitaram a concessão de permissões para minerar estanho na região.